# J. Peverell Marley
John Peverell Marley (San Jose, 14 agosto 1901 – Santa Barbara, 2 febbraio 1964) è stato un direttore della fotografia statunitense.
Nella sua carriera è stato spesso accreditato con diversi nomi e abbreviazioni, tra cui Pev Marley, Peverell Marley, Peverly Marley e Peveerell Marley. 
Due volte candidato al Premio Oscar per la miglior fotografia (1939 e 1948), è uno dei 6 fotografi del cinema a cui è stata assegnata una stella sulla Hollywood Walk of Fame.

## Biografia
Nato a San Jose, in California, Marley iniziò la sua carriera cinematografica subito dopo il diploma. Girò il suo primo film con Cecil B. DeMille nel 1923. Diventò direttore della fotografia, continuando a lavorare molto spesso per De Mille. Nel 1929 girò Donna pagana, film interpretato da Lina Basquette, con la quale fu sposato per un breve periodo. Dopo il divorzio Marley sposò in seguito Virginia McAddo e, quindi, l'attrice Linda Darnell.
Nel 1938 ottenne la candidatura all'Oscar come miglior direttore della fotografia per Suez, diretto da Allan Dwan. Nel 1948 fu nuovamente candidato per Vita col padre, film interpretato da Elizabeth Taylor e William Powell.
Dopo il divorzio dalla Darnell nel 1952, continuò a lavorare per il cinema e per la televisione. Morì il 2 febbraio 1964 a Santa Barbara, a 62 anni. È sepolto all'Hollywood Forever Cemetery di Los Angeles.

## Riconoscimenti
- Miglior Fotografia alla 5ª Mostra internazionale d'arte cinematografica di Venezia 1937 per Sotto i ponti di New York (Winterset)
- Golden Globe per la migliore fotografia 1953 per Il più grande spettacolo del mondo (The Greatest Show on Earth), con George Barnes
- Stella alla Hollywood Walk of Fame: Categoria Cinema, 6819 Hollywood Blvd.

- Candidato nel 1939 al Premio Oscar per Suez
- Candidato nel 1948 al Premio Oscar per Vita col padre (Life with Father) di Michael Curtiz

## Filmografia parziale
- I dieci comandamenti (The Ten Commandments), regia di Cecil B. DeMille (1923)
- Anime nel turbine (Feet of Clay), regia di Cecil B. DeMille (1924)
- Il letto d'oro (The Golden Bed), regia di Cecil B. DeMille (1925)
- Il club degli scapoli (The Night Club), regia di Paul Iribe e Frank Urson (1925)
- Forty Winks, regia di Paul Iribe e Frank Urson (1925)
- Madame Sans-Gêne, regia di Léonce Perret (1925)
- Hell's Highroad, regia di Rupert Julian (1925)
- La strega di York (The Road to Yesterday), regia di Cecil B. DeMille (1925)
- Three Faces East, regia di Rupert Julian (1926)
- Il barcaiuolo del Volga (The Volga Boatman), regia di Cecil B. DeMille (1926)
- Io l'ho ucciso (Silence), regia di Rupert Julian (1926)
- Il re dei re (The King of Kings), regia di Cecil B. DeMille (1927)
- The Fighting Eagle, regia di Donald Crisp (1927)
- The Country Doctor, regia di Rupert Julian (1927)
- Dress Parade, regia di Donald Crisp (927)
- Chicago, ovvero: Vampate nere (Chicago), regia di Frank Urson (1927)
- Power, regia di Howard Higgin (1928)
- Celebrity, regia di Tay Garnett (1928)
- Show Folks, regia di Paul L. Stein (1928)
- L'avventuriera (A Lady of Chance), regia di Robert Z. Leonard (1928)
- Donna pagana (The Godless Girl), regia di Cecil B. DeMille (1929)
- La romanza dell'amore (It's a Great Life), regia di Sam Wood (1929)
- Dinamite (Dynamite), regia di Cecil B. DeMille (1929)
- This Mad World, regia di William C. deMille (1930)
- Menschen hinter Gittern, regia di Pál Fejös (1931)
- Fantômas, regia di Pál Fejös (1932)
- Rinunzie (Galant Lady), regia di Gregory La Cava (1933)
- Her Secret, regia di Warren Millais (1933)
- La casa dei Rothschild (The House of Rothschild), regia di Alfred L. Werker (1934)
- Un'ombra nella nebbia (Bulldog Drummond Strikes Back), regia di Roy Del Ruth (1934)
- Il cardinale Richelieu (Cardinal Richelieu), regia di Rowland V. Lee (1935)
- Folies Bergère de Paris, regia di Roy Del Ruth (1935)
- I tre moschettieri (The Three Musketeers), regia di Rowland V. Lee (1935)
- Difendo il mio amore (Private Number), regia di Roy Del Ruth (1936)
- Radiofollie (Sing, Baby, Sing), regia di Sidney Lanfield (1936)
- Sotto i ponti di New York (Winterset), regia di Alfred Santell (1936)
- L'incendio di Chicago (In Old Chicago), regia di Henry King (1937)
- Alla conquista dei dollari (The Toast of New York), regia di Rowland V. Lee (1937)
- La grande strada bianca (Alexander's Ragtime Band), regia di Henry King (1938)
- Suez, regia di Allan Dwan (1938)
- La via delle stelle (Star Dust), regia di Walter Lang (1940)
- La palude della morte (Swamp Water), regia di Jean Renoir (1941)
- La zia di Carlo (Charley's Aunt), regia di Archie Mayo (1941)
- Appuntamento a Miami (Moon over Miami), regia di Walter Lang (1941)
- Four Jills in a Jeep, regia di J. Peverell Marley (1944)
- C'è sempre un domani (Pride of the Marines), regia di Delmer Daves (1945)
- Vita col padre (Life with Father), regia di Michael Curtiz (1947)
- Sempre più notte (Night Unto Night), regia di Don Siegel (1949)
- La vita a passo di danza (Look for the Silver Lining), regia di David Butler (1949)
- Intermezzo matrimoniale (Perfect Strangers), regia di Bretaigne Windust (1950)
- Il più grande spettacolo del mondo (The Greatest Show on Earth) (1953) - fotografo aggiunto
- Polizia militare (Off Limits), regia di George Marshall (1953)
- La maschera di cera (House of Wax), regia di André De Toth (1953)
- L'indiana bianca (The Charge at Feather River), regia di Gordon Douglas (1953)
- Desiderio nel sole (The Sins of Rachel Cade), regia di Gordon Douglas (1961)